# Иркутск-Сити
Иркутск-Си́ти — строящийся район в Правобережном округе Иркутска. Располагается на улице Октябрьской Революции в северо-восточной части исторического центра города в непосредственной близости с основными улицами: Карла Маркса, Дзержинского, Декабрьских Событий.
Готовность первой очереди проекта была запланирована на 2009 год. Проект включает комплексную застройку коммерческими объектами, жилой комплекс, сквер с зоной отдыха. Планируются досуговые, спортивные и другие инфраструктурные объекты. Девелопер проекта — ГК «Актив».

## История
Проект «Иркутск-Сити» впервые был представлен Администрацией Иркутской области на Кубанском международном экономическом форуме в 2007 году в Сочи. С экспозицией лично ознакомился Владимир Путин. На тот момент строительство делового района уже шло.

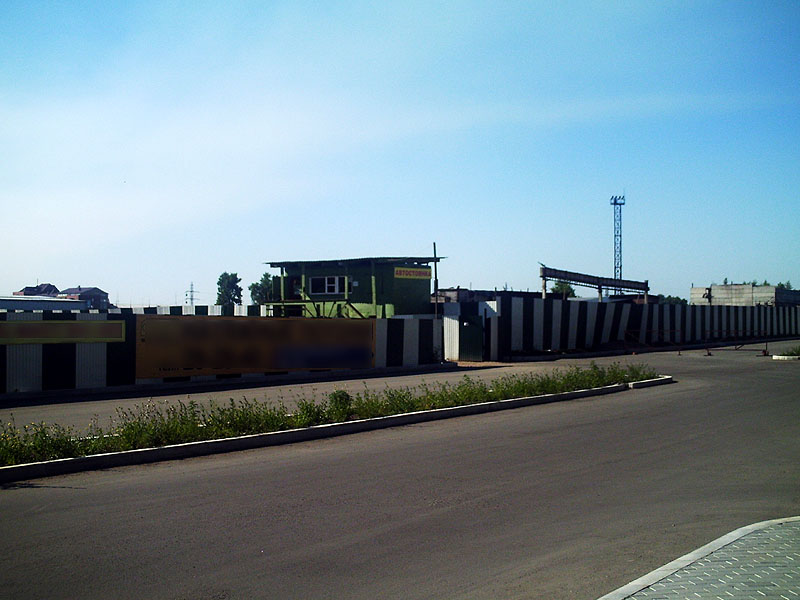
Территория будущих объектов «Иркутск-Сити»

В том же 2007 году проект был представлен на Петербургском международном экономическом форуме и на IV Международном инвестиционном форуме «Кубань 2007», где получил высокие оценки экспертов. Спустя год «Иркутск-Сити» презентовали и на Пятом Байкальском экономическом Форуме.
К 2020 году в эксплуатацию были сданы бизнес-центры «Терра», «Астра», «Вега» и «Альфа». На территории делового района, где ранее располагался Интендантский сад, был открыт сквер «Иркутск-Сити».
Демонтированная кирпичная стена, которая с 1920 года разделяла исторический центр Иркутска с деловым, пошла на строительство шестиполосной магистрали, предназначенной для въезда в «Иркутск-Сити».

## Объекты

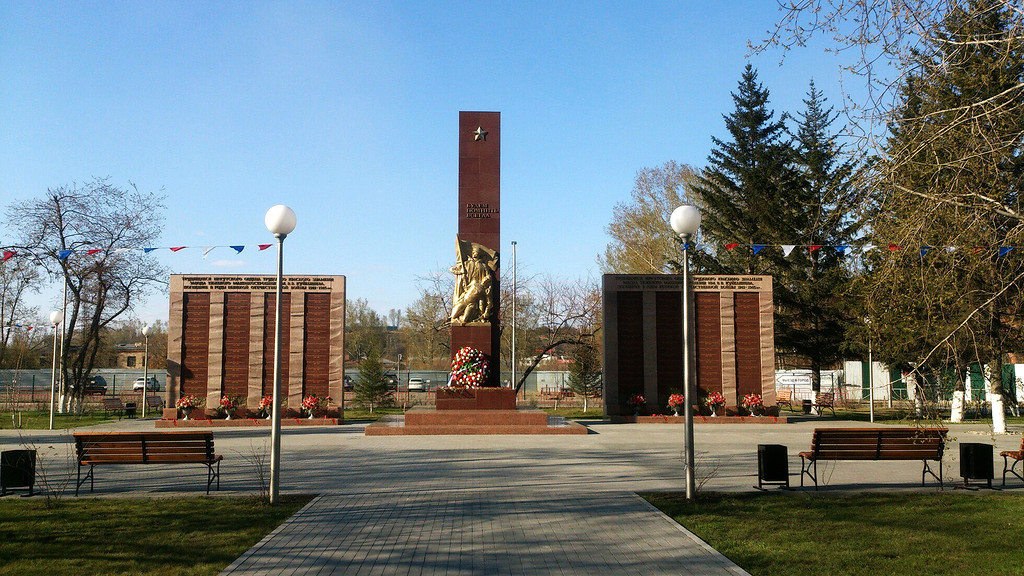
Мемориал памяти погибших воинов-заводчан в сквере «Иркутск-Сити»

### Сквер «Иркутск-Сити»
В районе расположился одноимённый сквер общей площадью около 1 га. 8 мая 2015 года в сквере состоялось официальное открытие после реконструкции Мемориала, посвященного воинам-заводчанам, павшим в годы Великой Отечественной войны. На стелах мемориала увековечены 133 фамилии погибших воинов.

### Бизнес-центр «Альфа»
Бизнес-центр класса В+. Введён в эксплуатацию в 2020 году.
Резиденты:
- дочерние компании Иркутской нефтяной компании.

### Бизнес-центр «Астра»
Бизнес-центр класса В+. Введён в эксплуатацию в 2013 г.
В сентябре 2014 года БЦ «Астра» стал серебряным призёром российского этапа международного конкурса FIABCI Prix
d’Excellence в номинации «Офисная недвижимость» и получил возможность представить иркутский проект на Международном этапе конкурса FIABCI Prix
d’Excellence AWARDs в мае 2015 г. в Сингапуре. В том же году БЦ «Астра» стал победителем конкурса Commercial Real Estate Federal Awards 2014 в номинации «Бизнес-центр класса В».
Резиденты:
- Иркутская нефтяная компания и её дочерние компании.

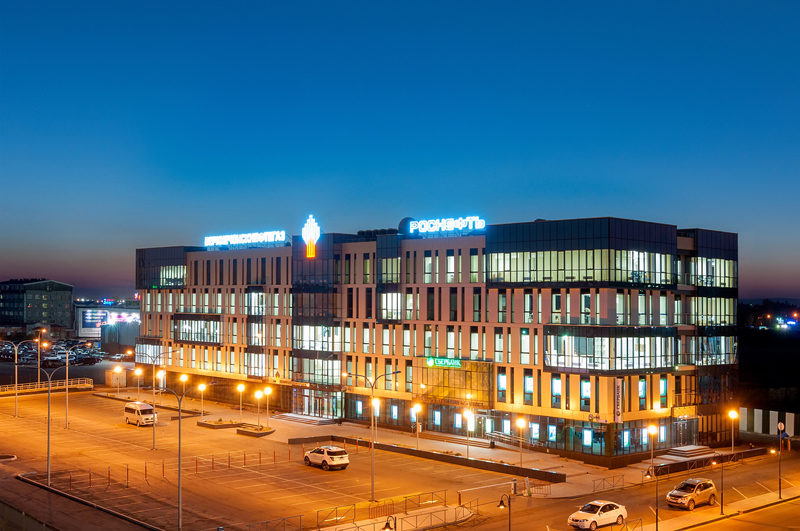
Бизнес-центр «Вега»

### Бизнес-центр «Вега»
Третий бизнес-центр района «Иркутск-Сити». Введён в эксплуатацию в 2014 году. Класс бизнес-центра — В+.
Резиденты:
- ОАО «ВЧНГ» (дочернее общество НК Роснефть)
- Сбер

### Бизнес-центр «Терра»
Бизнес-центр класса «B», состоящий из четырёх блок-секций разной этажности. Предназначен для офисных помещений различных компаний и коммерческой деятельности. Зона парковки — 7000 м².
Ввод в эксплуатацию — 2009 год.